# Richard Susskind
Richard Eric Susskind (* 28. März 1961 in Paisley) ist ein britischer Jurist. Er gilt als bedeutender Rechtswissenschaftler auf dem Gebiet der digitalen Transformation des Rechts.

## Leben und Wirken
Nach dem Studium der Rechtswissenschaften an der University of Glasgow von 1978 bis 1983 schloss er 1986 seine Promotion am Balliol College (University of Oxford) ab. Im Jahr 2000 wurde ihm der Orden eines Officers of the Order of the British Empire (OBE) für seine Verdienste um die Fortentwicklung der Informationstechnologie in der Justizverwaltung verliehen. Seit 2011 ist er Präsident der Society for Computers and Law (London). 
Susskind hat zahlreiche Bücher über die Auswirkungen der digitalen Techniken auf das Rechtswesen verfasst, darunter The Future of Law (1996), The End of Lawyers? (2008) und Tomorrow's Lawyers: An Introduction to Your Future (2013).
Die im Bereich der digitalen Transformation des Rechts maßgeblichen Juristen in Deutschland wie Jochen Brandhoff und Markus Hartung berufen sich in ihren Arbeiten regelmäßig auf Susskind.
Zu seinen bekanntesten Thesen gehört, dass Rechtsdienstleistungen (z. B. die Führung eines Prozesses, die Erstellung eines Vertrages und die juristische Durchführung einer Unternehmenstransaktion) in viele Arbeitsschritte unterteilt und diese verschiedenen Tätigkeitsarten (z. B. Projektmanagement, Recherche und juristische Prüfung) zugeordnet werden sollten. Die Arbeitsschritte einer Tätigkeitsart sollten von hierauf spezialisierten Fachleuten (z. B. Projektmanagern oder wissenschaftlichen Mitarbeitern) erledigt oder durch Computerprogramme ersetzt werden. Rechtsanwälte könnten sich auf diese Weise auf die – üblicherweise wenigen – rein juristischen Arbeitsschritte konzentrieren. Diese „Dekonstruktion“ ermögliche es, Rechtsdienstleistungen wesentlich effizienter als bisher zu erbringen.

## Veröffentlichungen (Auswahl)
- gemeinsam mit Phillip Capper: Latent Damage Law – the Expert System. Butterworths Tolley, 1988, ISBN 978-0-406-02362-9.
- Expert Systems in Law: A Jurisprudential Inquiry. Oxford University Press, Oxford 1989, ISBN 0-19-825582-9.
- Essays on law and artificial intelligence. Tano, 1993, ISBN 978-82-518-3210-6.
- The Future of Law: Facing the Challenges of Information Technology. Oxford University Press, Oxford 2000, ISBN 978-0-19-826007-3.
- Transforming the Law: Essays on Technology, Justice and the Legal Marketplace. Oxford University Press, Oxford 2000, ISBN 978-0-19-829922-6.
- The End of Lawyers? Rethinking the Nature of Legal Services. Oxford University Press, Oxford 2008, ISBN 978-0-19-954172-0.
- Tomorrow's Lawyers: An Introduction To Your Future. Oxford University Press, Oxford 2013, ISBN 978-0-19-966806-9 (2. Aufl. 2017 ISBN 978-0198796633).
- The Future of the Professions: How Technology Will Transform the Work of Human Experts. Oxford University Press, Oxford 2015, ISBN 978-0-19-871339-5.
- Online Courts and the Future of Justice. Oxford University Press, Oxford 2019, ISBN 978-0-19-883836-4.